# Compressidentalium hungerfordi
Compressidentalium hungerfordi är en blötdjursart som först beskrevs av Henry Augustus Pilsbry och Sharp 1897.  Compressidentalium hungerfordi ingår i släktet Compressidentalium och familjen Dentaliidae. Inga underarter finns listade i Catalogue of Life.